# Luiz Henrique Mandetta
Luiz Henrique Mandetta, né le 30 novembre 1964 à Campo Grande (Mato Grosso do Sul), est un médecin orthopédiste et homme politique brésilien. Il est ministre de la Santé dans le gouvernement Bolsonaro, du 2 janvier 2019 au 16 avril 2020.

## Biographie
Diplômé en médecine de l'Université Gama Filho, à Rio de Janeiro, il se spécialise ensuite en orthopédie à l'Université fédérale du Mato Grosso do Sul, puis en orthopédie pédiatrique à l'Hôpital pour enfants Scottish Rite d'Atlanta (Géorgie).
De retour dans son État natal, il sert d'abord comme médecin militaire, avec rang de lieutenant, à l'Hôpital central de l'armée. De 1993 à 1995, il est médecin à l'hôpital Santa Casa de Campo Grande. En 2001, il est élu président d'Unimed Campo Grande, un poste qu'il occupe jusqu'en 2004.

### Carrière politique
Il s'engage en politique en adhérant au PMDB en 2003. L'année suivante, il est nommé par le maire de Campo Grande, Nelsinho Trad, qui est aussi son cousin, secrétaire municipal de la Santé. À ce poste, il dirige la lutte contre une épidémie de dengue. 
En 2010, il quitte le PMDB pour les Démocrates et se fait élire député fédéral. Il sera réélu en 2014 pour un second mandat. Député conservateur, il s'oppose à Dilma Rousseff, notamment en refusant le programme Mais Médicos visant à faire venir des médecins cubains dans les zones de désert médical, et vote en faveur de sa destitution. Il vote contre la légalisation de l'avortement mais pour l'usage thérapeutique du cannabis.

### Ministre de la Santé
Après la victoire de Jair Bolsonaro à l'élection présidentielle de 2018, il est nommé ministre de la Santé. Pendant la crise du covid-19, il défend les mesures de distanciation sociale et un «confinement horizontal», c'est-à-dire large, alors que le président est en faveur d'un «confinement vertical», limité aux personnes âgées et fragiles. Il s'oppose également à l'usage de la chloroquine, sur la base des données scientifiques et en opposition au président. Ces positions lui valent une popularité croissante mais elles lui coûtent son poste le 16 avril 2020, lorsqu'il est remplacé par Nelson Teich,.